# Choujuu Sentai Liveman
Choujuu Sentai Liveman (超獣戦隊ライブマン (Siêu thú Chiến đội Liveman) Chōjū Sentai Raibuman), dịch là Chiến đội Siêu thú Liveman, chương trình truyền hình Super Sentai thứ 12 của Toei. Nó được chiếu trên TV Asahi từ 26 tháng 2 năm 1988 tới 17 tháng 2 năm 1989. Nó là seri Super Sentai đầu tiên bắt đầu với 3 thành viên, với 2 thành viên còn lại xuất hiện sau.

## Nhân vật
Yuusuke Amamiya (天宮 勇介 (Thiên Cung Dũng Giới) Amamiya Yūsuke)/Red Falcon (レッドファルコン Reddo Farukon):  Anh là một học viên tại Academia, là người chăm chỉ dũng cảm và thích nhạc rock và làm việc chăm chỉ. Yusuke đã từng yêu Rui Senda, nhưng cô không đáp lại tình yêu của anh. Anh là bạn tốt của Kenji trong suốt năm đầu tiên của họ ở Academia cho đến khi mọi thứ trở nên tồi tệ giữa họ khi Kenji bắt đầu đi vào con đường đen tối. Trong bộ phim  Hyakujuu Sentai Gaoranger vs. Super Sentai, Yusuke được tìm thấy khi đến thăm mộ của Takuji Yano, Rui Senda, Kenji Tsukigata và Mari Aikawa. Anh đã đấu với Gaku Washio (Gao Yellow) trong một trận đấu kiếm và sau đó giảng cho Gaku về nhiều chiến binh cầm kiếm của loạt phim Super Sentai, và giới thiệu Gaorangers với tất cả 23 Red Warrior khác.
Jou Oohara (大原 丈 (Đại Nguyên Trượng) Ōhara Jō)/Yellow Lion (イエローライオン Ierō Raion): Anh là người đứng cuối lớp tại Academia và có sở trường trượt ván điệu nghề. Anh là người nóng tính và sẵn sàng lao vào nguy hiểm. Joh có đủ sức mạnh để hỗ trợ hành động của mình. Anh đã từng là bạn tốt của Go và rất đau lòng khi tình bạn của họ tan vỡ khi Go đi theo binh đoàn Zuno. Nhiều năm sau, trong Kaizoku Sentai, Gokaiger Jou sẽ xuất hiện trước các Gokaigers và ban cho họ Sức mạnh Vĩ đại của đội, đó là Mecha Super Live Robo của họ.
Megumi Misaki (岬 めぐみ (Giáp Huệ Mỹ) Misaki Megumi)/Blue Dolphin (ブルードルフィン Burū Dorufin): Một học sinh hàng đầu tại Academia, là bạn với Yusuke và Joh. Cô rất giỏi bơi lội và đi xe đạp và được cha cô dạy bắn cung. Megumi thường chỉ trích các chiến lược của Yuusuke. Cô luôn quan tâm tất cả mọi người, có lúc với cả kẻ thù. Cô sử dụng rất điêu luyện Dolphin Arrow và thường đi chiếc Moto Dolphin.
Tetsuya Yano (矢野 鉄也 (Thi Dã Thiết Giã) Yano Tetsuya)/Black Bison (ブラックバイソン Burakku Baison): Anh là em trai của Takuji và anh trai của Takeshi. Anh khá giỏi đấm bốc. Tetsuya nhìn chung là một người tốt bụng, nhưng có tính cách nóng nảy và có mối thù với Kemp vì đã giết anh trai mình.
Jun'ichi Aikawa (相川 純一 (Tương Xuyên Chuẩn Nhất) Aikawa Jun'ichi)/Green Sai (グリーンサイ Gurīn Sai): Anh là em trai của Mari và là một cầu thủ bóng bầu dục. Anh gọi Tetsuya là "Tetsu-chan" và coi Tetsuya như một người anh trai. Anh là thành viên trẻ nhất của đội
Các nhân vật khác:

Các chiến binh Liveman

Dr. Hoshi (星 博士, Hoshi-hakase, 1 & 2): Hiệu trưởng của Academia, ông là người đã tạo ra Gran Tortoise và giúp cho Liveman Mecha khả năng kết hợp trước khi chết. Ông đã hy sinh để giúp một phụ nữ mang thai bị mắc kẹt trong đống đổ nát của đảo Academia thoát ra ngoài.
Colon (コ ロ ン, Koron): Một robot nữ do Dr. Hoshi chế tạo để phụ trách Gran Tortoise và hỗ trợ cho đội. Cô thường xuyên hỗ trợ Liveman. Kể từ khi Ashura xuất hiện, Colon muốn được giúp đỡ nhiều hơn cho Liveman và gặp Tanaka, một Dummyman bị trục trặc, người đã yêu cô trước khi anh hy sinh bản thân để cứu cô khỏi quái vật Dokugas Zuno. Sau đó, cô yêu Yusuke (mặc dù đã đối xử lạnh nhạt với cô vào thời điểm đó cho đến khi cô cứu anh). Cô có thể bơi, hoặc di chuyển dưới nước, có lẽ là vì công việc của cô là phụ trách Gran Tortoise. Cô có thói quen nói "Colon".
Takuji Yano (矢野 卓 二, Yano Takuji): Anh là một sinh viên Academia và là bạn thân của Yusuke, Joh, Megumi và Mari. Anh trai của Tetsuya và Takeshi.  Yusuke là bạn thân nhất của anh. Anh đã bị giết để bảo vệ bạn bè của mình khỏi những phát đạn của Kenji. Anh hứa với người em út Takeshi sẽ cùng mình chế tạo chiếc xe mơ ước, nhưng cái chết của anh đã làm cho của giấc mơ Takeshi tan vỡ cho đến khi đến gặp Yusuke, người đồng ý giúp Takeshi chế tạo nó, và dựa vào nó để tạo ra Live Cougar. Trong GaoRanger VS. Super Sentai,Yusuke được tìm thấy khi đến thăm mộ của anh ấy.
Mari Aikawa (相 川 麻 理, Aikawa Mari): Cô là một sinh viên Academia và là một trong những người tạo ra bộ đồ để du hành vũ trụ cùng với Yusuke, Joh, Megumi và Takuji. Cô là
chị gái của Jun-ichi. Cô cũng cùng với Takuji thiết kế ra Bison Liner và Sai Fire trước khi chết cùng với Takuji vì đỡ cho Yuusuke, Joh và Megumi trước những phát đạn của Kemp. Trong GaoRanger VS. Super Sentai Yusuke được tìm thấy khi đến thăm mộ của cô.
Dr. Dorothee (ド ロ テ 博士, Dorote-hakase):Cô là ân nhân của Tetsuya và Junichi, là người đứng đầu của nhóm Học viênn chế tạo ra Bison Liner và Sai Fire. Sau đó, cô ấy đến để giúp đỡ các Liveman bằng cách cung cấp một lõi năng lựong mới cho Bison Liner.
Takeshi Yano (矢野 武志, Yano Takeshi, 5): Em trai của Takuji và Tetsuya, cậu bé đã gặp Yusuke và những người khác sau khi Takuji bị Volt giết. Anh ấy giúp Yusuke hoàn thành chiếc xe Live Cougar mà Yusuke bắt đầu chế tạo cùng với Takuji.
Toshiko Omura (尾村 俊 子, Omura Toshiko, 20 & 21): Là mẹ của Go. Khi Go còn nhỏ, Toshiko luôn gây áp lực buộc con trai phải thành công trong học tập và cái giá phải trả là tuổi thơ của anh. Khi Go trở về nhà để trú ẩn trong khi trốn tránh Volt, bà đã trở nên kinh hãi khi chứng kiến con trai mình biến thành quái vật Dr. Obler. Yusuke làm cho bà thấy được sai lầm của mình khi giáo dục Go và nhờ đó bà đã cùng với các Liveman giúp Go trở lại bình thường.
Quân đoàn Trí tuệ Vũ trang Volt:
- Đại giáo sư Bias (大 教授 ビ ア ス, Daikyōju Biasu): Một nhà khoa học siêu thiên tài có ngoại hình giống với tuổi thực của mình, thông thạo mọi kiến thức và được các thiên tài của mình tôn thờ như một vị thần. Trên thực tế, Bias ban đầu là một con người cho đến khi hắn nghĩ ra một phương pháp để trẻ lại bằng cách hấp thụ một năng lượng dựa trên hệ thống kiểm soát tâm trí được gọi là "Sóng Não Giga". Hắn cần 12 bộ óc với chỉ số IQ 1.000 mỗi người. Để tiến hành kế hoạch đó, Bias lừa 11 thiên tài theo học dưới quyền hắn để được giáo dục cho đến khi đạt được chỉ số IQ lý tưởng. Từ đó, Bias lấy não của những người đạt được và đặt họ vào Phòng não để thiết lập Sóng Não Giga. Gou đã vô tình chứng kiến việc Bias hấp thụ một Sóng Não Giga chưa hoàn chỉnh trước đó. Khi tác động của nó bắt đầu lung lay, Bias cố gắng sử dụng Sóng Não Giga chưa hoàn thiện của mình để yêu cầu Tetsuya phá hủy Grand Tortoise trước khi nó phản tác dụng và làm hắn ta già đi trước khi tìm cách lấy lại vẻ ngoài trẻ trung của mình. Ngay sau đó, khi Kemp đạt đến chỉ số IQ 1.000, Bias sử dụng não bộ của Kemp để hoàn thành Sóng Não Giga và trở thành một đứa trẻ. Tuy nhiên, linh hồn của Kemp tập hợp những hồn ma của những nạn nhân trước đây của Bias để trả thù, khiến Bias trở lại con người thật của mình khi xưa. Hắn ta chết khi Căn cứ Zuno đang nổ tung cùng với Gash, tưởng tượng ra tiếng mọi người ca tụng hắn ta.
- Kenji Tsukigata / Doctor Kemp (月形 剣 史 / ド ク タ ー ・ ケ ン プ, Tsukigata Kenji / Dokutā Kenpu, 1-48): Là bạn cũ của Yusuke tại Học viện với ước mơ phát triển công nghệ sinh học giúp con người miễn nhiễm với bất kỳ bệnh tật nào. Tuy nhiên, Kenji trở nên tự cao tự đại và khao khát quyền lực sau khi thực hiện bài kiểm tra mà Bias gửi cho hắn, hắn đã giết Takuji và Mari trong khi bay vào vũ trụ để gia nhập Volt. Trở thành học trò hàng đầu của Bias, luôn tin vào Bias, sự tự tin thái quá và sự phù phiếm của Kemp thể hiện qua hình dạng quái dị Mỹ thú Kemp (美 獣 ケ ン プ, Bijū Kenpu, 1-36), có thể thực hiện các chiêu thức như Beautiful Eye và Beautiful Rainbow. Khi ở dạng con người, anh ta sử dụng Slit Cutter làm vũ khí. Vì muốn tăng sức mạnh cho hình dạng Mỹ thú của mình, Kemp tạo ra Gore Zuno để tổng hợp nhóm máu β ZO Âm tính của mình trước khi tìm thấy Mai, một cô gái trẻ đã cứu mạng anh sau khi anh bị mất máu vì một vụ nổ phòng thí nghiệm. Sau khi quyết định không lấy máu của cô và sự kiện ngày 22 tháng 10, Bias buộc phải vứt bỏ niềm kiêu hãnh của mình và trải qua một cuộc mạo hiểm để biến đổi bản thân thành một sinh vật mạnh mẽ hơn. Mặc dù sự can thiệp của Megumi đã khiến hắn lùi về tuổi thiếu niên và không còn nhớ gì về việc đã từng ở Học viện Academia và sau đó, Kemp lấy lại ký ức khi nhớ lại năm học cấp thấp của mình và hoàn thành việc chuyển đổi thành Hãi thú Kemp (恐 獣 ケ ン プ, Kyōjū Kenpu, 37-48). Ở hình dạng mới, Kemp có thể sử dụng Xúc tu Kemp của mình và thực hiện các cuộc tấn công như Ngọn lửa quỷ Kemp. Hắn cố gắng đạt được chỉ số IQ 1.000, nhưng bị phản bội bởi Bias, kẻ đã lấy đi bộ não của anh ta. Kết quả là, cơ thể của Kemp trở thành Quái thú không có trí tuệ (恐 獣 ヅ ノ ー, Kyōjūzunō, 48 tuổi) trước khi bị Super Live Robo tiêu diệt. Tuy nhiên, mặc dù không có cơ thể, tâm trí của Kemp vẫn có thể tập hợp các hồn ma đã bị Bias lấy não, dẫn đến cái chết của Bias.
- Rui Senda / Doctor Mazenda (仙 田 ル イ / ド ク タ ー ・ マ ゼ ン ダ, Senda Rui / Dokutā Mazenda, 1-47): Là một phụ nữ kiêu kỳ, là đối thủ của Megumi tại Học viện và làm tan nát trái tim của Yusuke. Rui tái tạo lại bản thân như một người máy để phản ánh sự lạnh lùng và mong muốn giữ gìn vẻ đẹp của bản thân, với những vũ khí được giấu trong cơ thể robot của cô ấy như Súng cánh tay, Súng bắn khuỷu tay và Súng bắn ngón tay. Tuy nhiên, tiềm thức của Mazenda bày tỏ sự hối tiếc của cô ấy khi bỏ đi tình yêu và lòng tốt của mình, điều thể hiện trong cách tấn công của cô. Cuối cùng, kể từ sự cố Miku, Mazenda bắt đầu nghi ngờ Bias trước khi cô tự nâng cấp mình thành Machine Mazenda (マ シ ン ・ マ ゼ ン ダ, Mashin Mazenda, 38-47). Ở trạng thái mới, 90% cơ thể của Mazenda được cơ giới hóa hoàn toàn với những vũ khí tích hợp mới như Súng năm ngón, Arm Bazooka, Elbow Gun Double Hit và Crouch Knee Missile. Tuy nhiên, khi biết được sự thật đằng sau các mục tiêu của Bias, Mazenda đã tự biến đổi mình trở thành Robo Mazenda (ロ ボ マ ゼ ン ダ, Robo Mazenda, 47 tuổi) để ngăn Bias lấy não của cô. Trước khi chết, cô đã thể hiện sự hối tiếc của bản thân vì không thể trở lại như trước
- Goh Omura / Doctor Obler (尾村 豪 / ド ク タ ー ・ オ ブ ラ ー, Omura Gō / Dokutā Oburā, 1-21, 41, 46 & 47): Anh là bạn một thời của Joh tại đảo Academia. Goh là một thần đồng thời thơ ấu, người bị mẹ ép phải học và không có thời gian chơi với những đứa trẻ khác. Khi biết Kenji và Rui được Bias chiêu mộ, anh đã tỏ ra ghen tỵ với họ và được Bias đưa vào Volt vì thương hại và anh đã vô tình chứng kiến Bias trong Phòng não của hắn. Sử dụng nghiên cứu của Volt với mặc cảm tự ti của mình làm động lực, Obler biến mình thành một con quái vật hoàn toàn vô nhân đạo, được gọi là Monster Obler (獣 人 オ ブ ラ ー, Kaijin Oburā); trong trạng thái này, anh ta sử dụng một chiếc rìu chiến làm vũ khí của mình. Trong cuộc thí nghiệm Benyo Zuno thất bại, Obler đột nhiên bị biến trở lại phía Goh; mặc dù Guildos đưa anh trở lại hình dạng quái dị của mình, anh vẫn bị trục xuất khỏi Volt vì những thất bại của mình. Đánh cắp thanh kiếm của Guildos, Goh trở về Trái đất và trú ẩn tại ngôi nhà thời thơ ấu của mình để hoàn thiện hình dạng Obler của mình, quyết tiêu diệt các Liveman và giành lại lời khen ngợi của Bias. Nhưng anh ta đã bị bắt bởi các nhà khoa học Volt trên Trái Đất khác và được sử dụng để tạo ra Obler Zuno. Khi bản sao cố gắng giết mẹ của mình, Obler nhận đòn đánh để bảo vệ mẹ mình. Nhiều tháng sau khi phục hồi, Goh lấy lại ký ức khi anh vô tình bị sử dụng trong thí nghiệm của Kemp với Tomei Zuno. Ngay sau đó, khi biết được Gou biết được các bí mật đen tối của mình, Bias ra lệnh cho lực lượng của mình tìm Goh và giết anh và Joh đưa anh ta đến nơi an toàn. Mặc dù cảm thấy tội lỗi bởi những hành động của mình, Goh tiết lộ những gì anh ta biết về Bias trước khi anh ta đi trốn. Mặc dù cố gắng bảo vệ Mazenda khỏi Gash, nhưng cuối cùng Goh vẫn không thể cứu cô trở lại cuộc sống bình thường.
- Arashi Busujima / Dr Ashura (毒 島 嵐 / ド ク タ ー ・ ア シ ュ ラ, Busujima Arashi / Dokutā Ashura, 11-46): Anh là thủ lĩnh một băng đảng thế giới ngầm với trình độ học vấn kém cỏi, luôn căm ghét những người thông minh hơn mình. Khi một trong những người của hắn bị Hihi Zuno biến thành Apeman, Arashi đã sử dụng quái vật để gây tội ác và Yusuke chiến đấu với Arashi trong một trận đánh tay đôi trước khi có sự can thiệp của Obler. Ấn tượng với Arashi, Bias đã tăng trí thông minh của hắn. Ashura sử dụng các đòn tấn công "Demon Kick", "Break Ashura", "Ashura Reverse Attack" và "Cut Ashura". Sau trận thua đầu tiên trước Liveman, Ashura đã thay đổi lại cơ thể để thực hiện "Cyber Bunshin", 14-46).  Anh ta là mục tiêu của Bias khi anh ta sử dụng Hacker Zuno để khám phá ra bí mật của Bias. Ngay sau đó, Bias tước bỏ trí thông minh siêu phàm của hắn ta. Trở lại là Arashi, hắn kết bạn với Liveman và Goh trước khi tự sát bằng thuốc nổ trong trận đánh với Battle Zuno
- Guardnoid Gash (ガ ー ド ノ イ ド ・ ガ ッ シ ュ, Gādonoido Gasshu): Vệ sĩ robot của Bias, một cỗ máy chiến đấu sử dụng súng và sử dụng Video Eye của mình để xác định vị trí mục tiêu. Gash cũng là thành viên duy nhất của Volt biết được kế hoạch thực sự của Bias. Hắn sử dụng Giga Phantom và tạo ra Quái thú Zuno khổng lồ, Gash cũng được cử đi thực hiện các nhiệm vụ như đánh cắp Metaforce Jewel từ người máy mà Joh kết bạn. Gash cuối cùng đã chết cùng Bias bên trong Brain Base sau khi mất cánh tay phải trong trận chiến tay đôi với Yusuke.
- Vệ Binh Guildos (ギ ル ド 星 人 ギ ル ド ス, Girudo Seijin Girudosu, 19-43): Một robot do Bias bí mật chế tạo để thúc đẩy các thiên tài của hắn nhằm thúc đẩy họ, tin rằng mình là một thiên tài từ hành tinh Guildo. Cuối cùng, trở nên tự hào từ những ký ức sai lầm mà người tạo ra họ đã cài đặt vào anh ta, các Guildos bắt đầu đặt câu hỏi tại sao anh ta và Butchy thậm chí nên đi theo Bias khi anh ta tạo ra Zuno Beast Guild Zuno để chứng tỏ mình vượt trội hơn Bias. Tuy nhiên, sau khi sử dụng quá nhiều năng lượng của mình để liên tục hồi sinh Guildo Zuno, các Guildos gặp trục trặc trong khi nhận ra bản thân hắn là robot. Trong tình trạng bị sốc, Guildos bỏ đi và rơi xuống cái chết của anh ta.
- Chibuchian Butchy (チ ブ チ 星 人 ブ ッ チ ー, Chibuchi Seijin Butchī, 22-44): Một robot giống vượn màu cam được Bias bí mật chế tạo để thúc đẩy Kemp và Mazenda. Giống như Guildos, Bias đã làm cho hắn tin rằng hắn từ hành tinh Chibuchi. Hắn thích trượt patin và âm nhạc (tự nhận là chuyên gia hát karaoke). Sau khi biết được sự thật về Guildos và bản thân mình, cùng với mục đích của chúng, Butchy buộc phải tiếp tục phục vụ Bias. Tuy nhiên, trong lúc thực hiện kế hoạch Hủy Diệt Điên Cuồng, nước mắt của Butchy đã được Megumi chú ý. Bất chấp sự tấn công của Ashura, Butchy quyết không bị hủy hoại thêm nữa và trở thành bạn của Megumi. Việc chấp nhận làm bạn với Megumi đã làm cho Bias tức giận và tiêu diệt Butchy, mặc dù Megumi đã hết sức để bảo vệ hắn.

## Các tập
1. Các bạn, sao lại làm như vậy?! (友よ君達はなぜ!? Tomo yo Kimitachi wa Naze!??)
2. Quyền năng ba người, nguyện thề bảo vệ sự sống (命に誓う三つの力 Inochi ni Chikau Mittsu no Chikara?)
3. Obler chuyển hóa thành quái vật (オブラー悪魔変身 Oburā Akuma Henshin?)
4. Vạch trần! Dummy Man (暴け! ダミーマン Abake! Damī Man?)
5. Quái thú Engine liều lĩnh (暴走エンジン怪獣 Bōsō Enjin Kaijū?)
6. Tấn công! Khủng long sống lại (襲来! 生きた恐竜 Shūrai! Ikita Kyōryū?)
7. Khủng long VS Live Robot (恐竜VSライブロボ Kyōryū tai Raibu Robo?)
8. Trận chiến giữa yêu và hận! (愛と怒りの決闘! Ai to Ikari no Kettō!?)
9. Hương hoa hồng cháy bỏng (バラよ熱く香れ! Bara yo Atsuku Kaore!?)
10. Skateboard phá hủy mê cung (スケボー迷路破り Sukebō Meiro Yaburi?)
11. Người đàn ông kìm hãm Zunojuu (頭脳獣を噛んだ男 Zunōjū o Kanda Otoko?)
12. Siêu thiên tài Ashura! (超天才アシュラ! Chō Tensai Ashura!?)
13. Bùng cháy! Colon kim loại (燃えよ鋼鉄コロン Moe yo Kōtetsu Koron?)
14. Tiếng thét của người nam châm Yusuke (ナベ男勇介の叫び Nabe Otoko Yūsuke no Sakebu?)
15. Tất sát! Thần chết Gush! (必殺! 死神ガッシュ Hissatsu! Shinigami Gasshu?)
16. Lá thư của cương thi (キョンシーの手紙 Kyonshī no Tegami?)
17. Búp bê khóc! Búp bê tấn công! (泣く人形! 襲う人形! Naku Ningyō! Osō Ningyō!?)
18. Cạm bẫy! Tình yêu của Jo và Zunojuu (罠! 丈の愛した頭脳獣 Wana! Jō no Ai Shita Zunōjū?)
19. Mọt sách Obler (ガリ勉坊やオブラー Gariben Bōya Oburā?)
20. Obler bị ruồng bỏ phản công (落第オブラーの逆襲! Rakudai Oburā no Gyakushū?)
21. Nghe đi Go! Tiếng nói của mẹ cậu... (豪よ聞け! 母の声を... Gō yo Kike! Haha no Koe o...?)
22. Chuyên gia Karaoke vũ trụ xuất hiện (宇宙カラオケ名人登場 Uchū Karaoke Meijin Tōjō?)
23. Liều mạng trong 0.1 giây (コンマ1秒に賭けた命 Konma Ichibyō ni Kaketa Inochi?)
24. Ham chơi mà muốn 100 điểm sao?! (遊んで百点が取れる!? Asonde Hyakuten ga Toreru!??)
25. 8 Zunojuu của thành Tsugura! (鶴ケ城の8大頭脳獣! Tsugurajō no Hachidai Zunōjū!?)
26. Bọ cánh cứng khổng lồ tại Aizu! (会津の巨大カブト虫! Aizu no Kyodai Kabutomushi!?)
27. Con gái! Phá hủy kế hoạch Giga (娘よ! ギガ計画を射て Musume yo! Giga Keikaku o Ite?)
28. Quyết đấu Giga Volt khổng lồ (巨大ギガボルトの挑戦 Kyodai Gigaboruto no Chōsen?)
29. Kẻ báo thù Live Boxer (復讐のライブボクサー Fukushū no Raibu Bokusā?)
30. 5 chiến binh đứng cùng chiến tuyến (今ここに5人の戦士が Ima Koko ni Gonin no Senshi ga?)
31. Mama! Tiếng khóc quái vật ký sinh (ママ! 寄生怪物の叫び Mama! Kisei Kaibutsu no Sakebi?)
32. Kemp, bí ẩn máu và hoa hồng (ケンプ、血とバラの謎 Kenpu, Chi to Bara no Nazo?)
33. Cố lên Tetsu-chan Robo (がんばれ鉄ちゃんロボ Ganbare Tetsu-chan Robo?)
34. Tình yêu của hiện tại và tương lai! (未来と今を駆ける恋! Mirai to Ima o Kakeru Koi!?)
35. Lời hứa của Yusuke và Kemp!! (勇介とケンプの約束!! Yūsuke to Kenpu no Yakusoku!!?)
36. Xung đột! Cú sút bóng tình bạn (激突! 友情のタックル Gekitotsu! Yūjō no Takkuru?)
37. Kemp 16 tuổi biến thành Hãi Thú! (16才ケンプ恐獣変身! Jūrokusai Kenpu Kyōjū Henshin!?)
38. Vũ khí hủy diệt Mazenda (動く破壊兵器マゼンダ Ugoku Hakai Heiki Mazenda?)
39. Bảo vệ! Sự sống của vũ trụ (守れ! 宇宙の一粒の命 Mamore! Uchū no Hitotsubu no Inochi?)
40. Tình yêu!? Megumi và tên trộm kim cương (恋!? めぐみと宝石泥棒 Koi!? Megumi to Hōseki Dorobō?)
41. Lời thú tội của Go, người vô hình!! (透明人間、豪の告白!! Tōmei Ningen, Gō no Kokuhaku!!?)
42. Bias thách thức từ vũ trụ (ビアス宇宙からの挑戦 Biasu Uchū Kara no Chōsen?)
43. Bí ẩn!? Dạng cuối của Gildos (怪!? ギルドス最後の姿 Kai!? Girudosu Saigo no Sugata?)
44. Butchy đại nổi loạn trong nước mắt!! (ブッチー涙の大暴走!! Butchī Namida no Dai Bōsō!!?)
45. Cơ hội Ashura lật ngược tình thế (アシュラ逆転一発勝負 Ashura Gyakuten Ippotsujōbu?)
46. Arashi chính trực! Trận chiến cuối (オトコ嵐! 最後の戦い Otoko Arashi! Saigo no Tatakai?)
47. Bộ não 1000 điểm! Mazenda!! (千点頭脳! マゼンダ!! Senten Zunō! Mazenda!!?)
48. Khai sinh!! Vua Bias Con Nít! (誕生!! 少年王ビアス! Tanjō!! Shōnen Ō Biasu!?)
49. Đại Giáo sư Bias sụp đổ!! (大教授ビアスの崩壊 Dai Kyōju Biasu no Hōkai?)

## Diễn viên
- Người Dẫn Chuyện: Takeshi Kuwabara
- Yuusuke Amamiya/Red Falcon (Ronald): Daisuke Shima
- Jou Ohara/Yellow Lion (Joey): Kazuhiko Nishimura
- Megumi Misaki/Blue Dolphin (Angelina): Megumi Mori
- Tetsuya Yano/Black Bison (Kevin): Seirou Yamaguchi
- Junichi Aikawa/Green Rhino (Ivan): Jin Kawamoto
- Rui Senda/Doctor Mazenda (Tazara): Akiko Kurusu
- Kenji Tsukikata/Doctor Kemp (Jaban): Yutaka Hirose
- Đại Giáo sư Bias: Jouji Nakata
- Gou Omura/Doctor Obular (Daggeron): Toru Sakai
- Arashi Busujima/Doctor Ashura: Yoshinori Okamoto
- Doctor Hoshi: Daisuke Ban (tập 1-2)

### Lồng tiếng
- Colon: Makoto Kousaka
- Gush: Hideaki Kusaka
- Butch: Takuzo Kamiyama

### Trang phục
- Colon: Haruko Watanabe
- Red Falcon: Kazuo Niibori
- Blue Dolphin: Yuuichi Hachisuka
- Yellow Lion: Masato Akada
- Green Rhino: Shoji Hachisuka
- Black Bison, Live Boxer: Hirofumi Ishigaki
- Live Robo, Super Live Robo: Hideaki Kusaka
- Gush: Naoki Ohfuji

## Crew
- Directors: Takao Nagaishi, Minoru Yamada, Shouhei Toujou
- Writers: Hirohisa Soda (main writer), Kunio Fujii, Toshiki Inoue
- Action Director: Michihiro Takeda

## Bài hát
Đầu
- "Choujuu Sentai Liveman" (超獣戦隊ライブマン Chōjū Sentai Raibuman?)
  - Lời: Akira Ohtsu (大津 あきら Ōtsu Akira?)
  - Sáng tác: Yasuo Kosugi (小杉 保夫 Kosugi Yasuo?)
  - Biên tập: Ohzuchi Fujita (藤田 大土 Fujita Ōzuchi?)
  - Thể hiện: Daisuke Shima

Kết
- "Live to Tomorrow!" (あしたに生きるぜ! Ashita ni Ikiru ze!?)
  - Lời: Akira Ohtsu
  - Sáng tác: Yasuo Kosugi
  - Thể hiện: Ohzuchi Fujita
  - Thể hiện: Daisuke Shima